# Enicocefalomorfs
Els enicocefalomorfs (Enicocephalomorpha) són un infraordre d'insectes heteròpters de l'ordre dels hemípters.

## Taxonomia
L'infraordre Enicocephalomorphainclou dues famílies:
- Família Enicocephalidae Stål, 1860
- Família Aenictopecheidae Usinger, 1932